# 托比亚斯·赖希曼
托比亚斯·赖希曼（德語：Tobias Reichmann，1988年5月27日—），德国男子手球运动员。他曾代表德国国家队参加2016年夏季奥林匹克运动会男子手球比赛，获得一枚铜牌。